# Themaroidopsis insignis
Themaroidopsis insignis är en tvåvingeart som först beskrevs av Meijere 1913.  Themaroidopsis insignis ingår i släktet Themaroidopsis och familjen borrflugor. Inga underarter finns listade i Catalogue of Life.